# Hoplotarache sublota
Hoplotarache sublota là một loài bướm đêm trong họ Noctuidae.